# Flughafen Kaliningrad

i7
i11
i13
Der Flughafen Kaliningrad-Chrabrowo (russisch Храброво, IATA-Code: KGD, ICAO-Code: UMKK) ist ein internationaler Flughafen in der Oblast Kaliningrad, einer Exklave Russlands, der diesen und seine Hauptstadt Kaliningrad mit dem russischen Kernland verbindet. Er entstand auf dem Gelände des 1936 errichteten Fliegerhorst Powunden, rund 12 Kilometer nördlich von Königsberg.

## Geschichte

### Fliegerhorst Powunden
Die Luftwaffe der Wehrmacht errichtete in den Jahren 1936/37 den Flugplatz südöstlich vom Powunden. Ab 1939 war er mit einer Fliegerhorstkommandantur belegt. Bei Beginn des Überfalls auf Polen am 1. September 1939 flog die II. Gruppe des Lehrgeschwaders 1 mit Kampfflugzeugen vom Typ Heinkel He 111H von hier aus Luftangriffe. Nach Beendigung der Kampfhandlungen verließen die Bomber den Platz. Erst im Juni 1941, vor dem Überfall auf die Sowjetunion, belegte der Geschwaderstab und die II. Gruppe des Kampfgeschwaders 1, mit ihren He 111H und Junkers Ju 88A den Platz wieder. Nachdem sich die Front nach Osten verschoben hatte, verlegte diese Einheit im Juli weiter nach Osten und der Fliegerhorst blieb unbelegt. Im August 1943 wurde mit der 15. Staffel des Nachtjagdgeschwaders 5, ausgestattet mit der Messerschmitt Bf 110, die erste Nachtjägereinheit zum Schutz von Königsberg vor alliierten Luftangriffen hierher verlegt. Nach den schweren Luftangriffen auf Königsberg im August 1944 folgten die II. Gruppe des Zerstörergeschwaders 76 mit der Messerschmitt Me 410 und die IV. Gruppe des Nachtjagdgeschwaders 5 auf den Platz. Im Oktober, inzwischen näherte sich die Rote Armee der ostpreußischen Grenze, befand sich eine Aufklärungsstaffel der Aufklärungsgruppe 22 auf dem Platz. Im Februar 1945 verließ die Fliegerhorstkommandantur, als letzte Einheit der Luftwaffe Powunden.

### Flughafen Kaliningrad-Chrabrowo
Vor 1945 wurden zivile Flüge am stadtnah in Königsberg gelegenen Flughafen in Devau abgefertigt, der nach dem Zweiten Weltkrieg von der sowjetischen Gebietsverwaltung weiter benutzt wurde. Ein weiterer Flughafen entstand in Tschernjachowsk, dem früheren Insterburg. Ende der 1950er-Jahre stellte sich heraus, dass diese zur Bewältigung des zunehmenden Luftverkehrs nicht mehr ausreichten, da die modernen Maschinen längere Start- und Landebahnen benötigten. Man entschloss sich, den Militärflugplatz in Chrabrowo auch für zivile Flüge zu nutzen.
Im Jahre 1962 fand der erste Linienflug von dem Flughafen aus statt. 1973 wurde ein modernes Empfangsgebäude errichtet. Nach dem Zerfall der Sowjetunion waren auch dessen Abfertigungskapazitäten erschöpft. So wurde 2007 der erste Bauabschnitt eines neuen Terminals eröffnet, das modernsten Anforderungen entspricht. Von 1992 bis 2009 war der Flughafen das Drehkreuz der KD Avia, die bis 2008 Flughafen-Betreiber war. 
Im Jahre 2018 wurden russlandweit Umfragen zu Umbenennungen durchgeführt. Ein für Kaliningrad aussichtsreicher Kandidat als Namensgeber war dabei Immanuel Kant, was in Russland als unpatriotisch kritisiert wurde. Kurz vor Ende der Umfrage wurde sie so modifiziert, dass Präsident Putin persönlich die Wahl genehmigen musste. Er entschied sich als Namensträger für die Zarin Elisabeth. Seit dem 31. Mai 2019 heißt der Flughafen offiziell Aeroport Chrabrowo Elisabeth Petrowna (russisch Аэропорт Храбро́во имени императрицы Елизаветы Петровны).

## Lage und Verkehrsanbindung
Der Flughafen befindet sich bei Chrabrowo (Powunden) nördlich der Hauptstadt Kaliningrad (Königsberg). Vom Flughafen in die Stadt gelangt man mit dem Bus Nr. 244-Э oder mit einem Taxi. Eine neue Schnellstraße, der Primorskoje Kolzo (Küstenring) von Kaliningrad nach Selenogradsk (Cranz) ist seit dem Jahre 2009 fertiggestellt und sorgt mit direkter Anbindung für ein schnelleres Erreichen des Flughafens bzw. der Oblasthauptstadt.

## Fluggesellschaften und Ziele

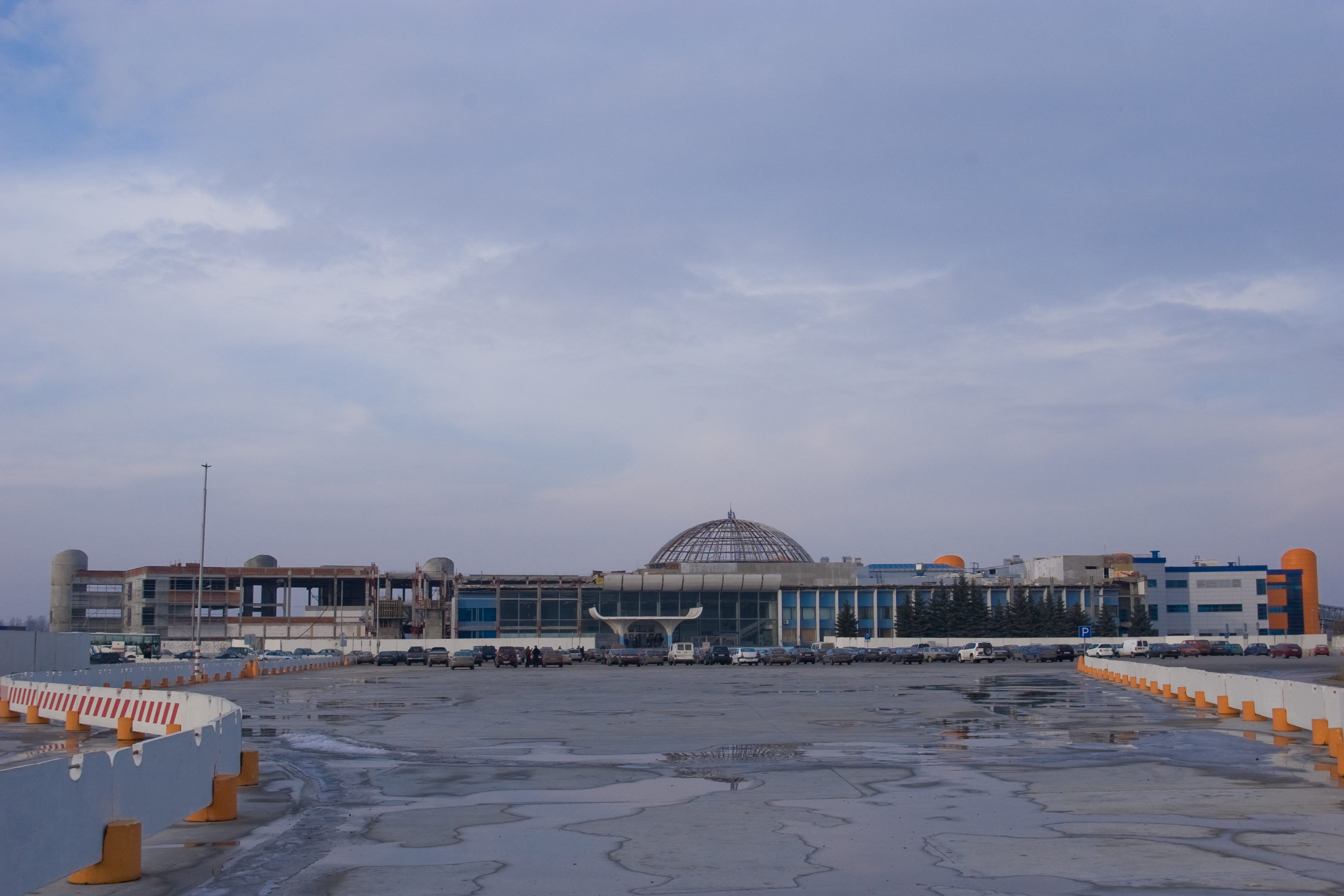
Außenansicht des Hauptgebäudes

Alle Flüge werden im Terminal-Neubau (1. Bauabschnitt fertig, weitere in Bau) abgefertigt, der auch für die Abfertigung von Transit-Fluggästen eingerichtet ist. Vom Flughafen Kaliningrad werden die folgenden Verbindungen angeboten. (Stand 15. März 2016)
Seit 2021 gab es mit der russischen Fluggesellschaft Nordwind Airlines wieder Direktverbindungen von Kaliningrad nach Deutschland. Zweimal wöchentlich wurde Berlin angeflogen, die angekündigte Verbindung einmal wöchentlich nach Düsseldorf sollte ab Mai 2022 erfolgen. Aufgrund der Sanktionen hat Nordwind aber alle internationalen Flüge abgesagt.